# Кориентес (провинция)
Кориѐнтес (на испански: Corrientes) е една от 23-те провинции на Аржентина. Намира се в североизточната част на страната. Провинция Кориентес е с население от 1 101 084 жители (по изчисления за юли 2018 г.) и обща площ от 88 199 км². Столица на провинцията е едноименния град Кориентес.